# Robert Arboleda
Robert Abel Arboleda Escobar (Esmeraldas, 22 ottobre 1991) è un calciatore ecuadoriano, difensore del San Paolo e della nazionale ecuadoriana.

## Carriera

### Club
Cresciuto nelle giovanili dell'Olmedo, milita successivamente per Municipal Cañar, CSCD Grecia, LDU Loja e Universidad Católica.

### Nazionale
Viene convocato per la Copa América Centenario negli Stati Uniti.

## Palmarès

### Competizioni statali
- Campionato paulista: 1

San Paolo: 2021

### Competizioni nazionali
- Coppa del Brasile: 1

San Paolo: 2023
- Supercoppa del Brasile: 1

San Paolo: 2024